# Real Academia de Ciencias, Bellas Letras y Nobles Artes de Córdoba
La Real Academia de Ciencias, Bellas Letras y Nobles Artes de Córdoba va ser fundada l'11 de novembre de 1810 a Còrdova, en separar-se alguns membres de la Real Sociedad Económica Cordobesa de Amigos del País creada trenta anys enrere. Autoritzada pel prefecte a Còrdova, Domènec Badia, el seu primer director va ser Manuel María de Arjona, canonge de la Catedral de Còrdova i membre de la citada Societat.

## Història
En 1915 Alfons XIII li va concedir el títol de Reial. L'any 2002 l'Acadèmia va rebre la Medalla d'Or de Còrdova i en el 2004 la Medalla de Sant Tomàs d'Aquino de la Universitat de Còrdova. La Reial Acadèmia de Còrdova forma part del Consell Superior d'Investigacions Científiques (CSIC) des de 1947, de la Confederació Espanyola de Centres d'Estudis Locals (CECEL), de l'Institut d'Acadèmies d'Andalusia des de la seva creació en 1985 i de l'Institut d'Espanya.
La integren acadèmics numeraris (que en nombre de trenta-cinc en formen el ple), acadèmics supernumeraris, acadèmics d'honor i un nombre indeterminat d'acadèmics corresponents. D'aquests últims, trenta-cinc amb residència a Còrdova capital. Els trenta-cinc acadèmics numeraris i els sengles corresponents a Còrdova, es distribueixen per seccions: 1a Ciències Morals i Polítiques; 2a Ciències Històriques; 3a Ciències Exactes, Físiques, Químiques i Naturals; 4a Belles Lletres; i 5a Nobles Arts. Compta també amb els instituts d'Estudis Gongorins, Estudis Califals, Estudis Escènics i Estudis de la Salut. Compta com a “patró laic” amb Luis de Góngora a qui li ret homenatge un diumenge del mes de maig. La seva junta rectora està presidida actualment per José Cosano Moyano.
Els cursos es desenvolupen d'octubre a juny a la seva seu pròpia, al carrer Ambrosio de Morales. Cada dijous, els acadèmics es reuneixen en sessió privada per tractar assumptes de la institució i, a continuació, s'obre una sessió pública, amb intervencions a les quals hi pot assistir qui vulgui. Les seves activitats no es limiten a aquests dijous, sinó que en altres dies de la setmana organitza recitals de poesia, presentacions de llibres, conferències a càrrec de convidats o es desplaça a pobles de la província per celebrar en ells sessions extraordinàries. La seva biblioteca també està oberta a consultes i posseeix una notable col·lecció d'art egipci, a més d'un fons de pintures i escultures donades pels acadèmics.
Des de 1922 es publica el Boletín de la Real Academia de Córdoba, de Ciencias, Bellas Letras y Nobles Artes, disponible en accés obert. Inclou treballs de recerca de tots els camps sobre Còrdova i la seva província, a càrrec majoritàriament per membres de l'Acadèmia. També publica edicions especials commemoratives d'algun personatge o efemèride i la revista Al-Mulk, de periodicitat anual.

## Directors de la Reial Acadèmia de Còrdova
- Manuel María de Arjona
- Ricardo Martel
- Joaquín Criado Costa